# Rheinfelder Hausordnung
Die Rheinfelder Hausordnung (auch der Vertrag von Rheinfelden genannt) vom 1. Juni 1283 war das erste Hausgesetz des Hauses Habsburg. Sie enthielt eine Erbfolgeregelung König Rudolfs I. von Habsburg und legte eine wesentliche Grundlage für die Hausmacht der Habsburger-Dynastie und die späteren Habsburgischen Erblande.

## Hintergrund

### Hausordnungen im Mittelalter
Seit dem Mittelalter wurden im mitteleuropäischen Hochadel für die eigenen familienrechtlichen Angelegenheiten, insbesondere Vermögens- und Erbrechtsfragen, eigene Normen aufgestellt. In diesen Hausordnungen wurden unter anderem die Rechtsnachfolge, das Eherecht, die Vormundschaft, die Unveräusserlichkeit des Stammguts und Teilungen in verschiedene Linien geregelt. Diese Hausordnungen sind auch ein Ausdruck für die Entwicklung eines Dynastie–Bewusstseins.

### Sieg Rudolfs über Ottokar von Böhmen und Belehnungen der Söhne
Nachdem Rudolf I., seit 1273 erster Habsburger auf dem deutschen Königsthron, seinen lebenslangen Widersacher Ottokar Přemysl – den böhmischen König und Herzog von Österreich, der Steiermark, von Kärnten und Krain – nach jahrelangen Streitigkeiten und Kämpfen in der Schlacht auf dem Marchfeld (Schlacht bei Dürnkrut und Jedenspeigen) am 26. August 1278 besiegt hatte und Ottokar nach der Schlacht durch die Hand persönlicher Feinde getötet worden war, fielen die von diesem in Besitz genommenen Reichsgüter im Ostalpenraum an das Reich zurück. Schon 1276 hatte Rudolf die Kurfürsten davon überzeugt, Güter in diesem Einzugsbereich an seine Söhne zu geben. 1277 vergaben bayerische Bischöfe Lehen an Rudolfs Söhne, die zuvor die Geschlechter der Babenberger und in Kärnten der Spanheimer innegehabt hatten.
1281 setzte Rudolf seinen in Rheinfelden geborenen ältesten Sohn Albrecht (* 1255), aus seiner ersten Ehe mit Gertrud Anna von Hohenberg, als Reichsverweser ein. Auf dem Reichstag (Hoftag) zu Augsburg erreichte Rudolf am 17. Dezember 1282 das notwendige Einverständnis der Kurfürsten für seine Entscheidung, seine Söhne Albrecht und den damals noch minderjährigen Rudolf (* 1271), nachmaliger Rudolf II. von Österreich, gemeinsam mit den wiedereroberten Herzogtümern Österreich, Steiermark sowie Krain und der Windischen Mark zu belehnen; Kärnten ging an Meinhard II. von Görz–Tirol. Die schriftliche Beurkundung dieser Entscheidung erfolgte nach Ende des Hoftages in einem Willebrief der Kurfürsten vom 27. Dezember 1282. Das Hauswappen der Babenberger wurde nach erfolgter Belehnung von den Habsburgern in ihr eigenes Hauswappen integriert.
Die Belehnung erfolgte zunächst „zu gemeinsamer Hand“, also gemäß dem tradierten Prinzip der „Gemeinderschaft“ (Ganerbschaft), um eine Zersplitterung der Familienbesitztümer zu verhindern. Im Rahmen der Belehnung stiegen Rudolfs Söhne außerdem zu Reichsfürsten auf.

## Rheinfelder Hausordnung
Nachdem jedoch bald österreichische und steirische Adelige König Rudolf um die Aufhebung der Doppelregierung ersucht hatten, wurde bereits 1283 in der (nach dem Ort ihrer Abfassung benannten) Rheinfelder Hausordnung vom Prinzip der „Gesamthand“ abgewichen und eine Einschränkung der gemeinschaftlichen Regierungsausübung festgelegt, mit Vorrang des ältesten Sohnes (Primogenitur) und mit klarer Aufteilung von Zuständigkeiten im Bereich der Verwaltung (Verwaltungsteilung). Die Herrschaft in den österreichischen Ländern wurde von den am Oberrhein (Breisgau, Oberelsass) und am Hochrhein (im heutigen Schweizer Kanton Aargau) gelegenen habsburgischen Stammlanden getrennt und allein Albrecht übertragen.
Als Ausgleich sollte Rudolf II. innerhalb von vier Jahren eine Abfindung in Geld oder anderen Territorien in Südwestdeutschland erhalten. Er starb 1290, ohne die vereinbarte Abfindung erhalten zu haben. Sein Sohn Johann machte gegenüber Albrecht die ererbten Ansprüche mehrfach erfolglos geltend, letztmals am 1. Mai 1308. Da auch dieser Versuch scheiterte, ermordete Johann seinen Onkel Albrecht aus Rache am selben Tag bei Brugg an der Reuss, er wurde daher später mit dem Beinamen „Parricida“ (Verwandtenmörder) versehen.

### Der Ort des Vertrages
Die seit 1218 reichsfreie Stadt Rheinfelden erhielt nach ihrer Inbesitznahme (1250) durch den Bischof von Basel, auf Druck des gerade zum König gekrönten Rudolf, im Jahr 1273 ihre Reichsfreiheit zurück. Da Rudolf häufig auf Reisen war, hatte er die ehemalige Zähringerburg, die Burg Stein, auf einer Insel im Rhein vor Rheinfelden – aufgrund ihrer verkehrsgünstigen und uneinnehmbaren Lage als Wohnsitz seiner Familie erkoren. Dort waren zeitweise auch die Reichsinsignien (Krone und Zepter) verwahrt. Seine Frau Anna wohnte mit ihren Kindern auf der Burg, Sohn Karl kam 1276 dort zur Welt, starb jedoch noch im selben Jahr. Ebenfalls in diesem Jahr zog die Familie dann für immer nach Wien.

## Wirkungen
Die Rheinfelder Hausordnung legte eine wesentliche Grundlage für die Hausmacht der Habsburger Herrscherdynastie in Österreich und die späteren Habsburgischen Erblande. Der Versuch Rudolfs, sich in den Folgejahren selbst zum Kaiser krönen lassen, um seinem Sohn Albrecht zu seinen Lebzeiten die Nachfolge als römisch-deutscher König zu sichern, scheiterte allerdings, weil mehrere schon anberaumte Krönungstermine aufgrund häufiger Papstwechsel nicht zustande kamen.
Das in der Rheinfelder Hausordnung angewandte Prinzip der Erbteilung und Primogenitur, das im französischen Adel (Haus Savoyen) bereits verbreitet war, wurde im deutschsprachigen Raum ab dem 13. Jahrhundert nach und nach allgemein übernommen.
Nachdem in einer weiteren Hausordnung fast 100 Jahre später, der Rudolfinischen Hausordnung von 1364, Herzog Rudolf IV. († 1365) mit seinen jüngeren Brüdern Albrecht und Leopold zunächst die Unteilbarkeit der habsburgischen Länder vereinbart hatte, beschlossen sie im Vertrag von Neuberg vom 25. September 1379 erstmals mehrere Realteilungen unter Auftrennung in zwei Linien:
- Die Albertinische Linie behielt Österreich ob und nid der Enns, jedoch ohne die Grafschaft Pitten mit Wiener Neustadt, die zur Steiermark gehörte.
- Die Leopoldinische Linie erhielt die Steiermark, Kärnten, Tirol und die habsburgischen Vorlande sowie Krain mit der Windischen Mark, Inneristrien und die Neuerwerbungen an der Adria (das spätere Küstenland).

Weitere Teilungen erfolgten 1406 (Tod Wilhelm des Ehrgeizigen/Freundlichen) und 1411 (Tod Leopold des Dicken). Es entstanden schließlich drei Länderkomplexe:
- Die Niederösterreichischen Länder (Ober- und Niederösterreich)
- die Innerösterreichischen Länder (Steiermark, Kärnten, Krain und Inner–Istrien sowie Triest)
- die Vorderösterreichischen Länder (Tirol, Vorarlberg und die schwäbischen und elsässischen Vorlande).